# Leptostichaeus pumilus
Leptostichaeus pumilus är en fiskart som beskrevs av Miki, 1985. Leptostichaeus pumilus ingår i släktet Leptostichaeus och familjen taggryggade fiskar. Inga underarter finns listade i Catalogue of Life.